# Supersilent
Supersilent ist eine norwegische Jazzgruppe.

## Geschichte
Supersilent wurde 1997 als Quartett in Bergen gegründet, als die bereits seit 10 Jahren gemeinsam als Veslefrekk spielenden Arve Henriksen (Trompete), Jarle Vespestad (Schlagzeug) und Ståle Storløkken (Keyboards) bei dem dortigen Jazzfestival spontan ein Konzert mit dem Produzenten und Toningenieur Helge Sten (auch bekannt als Deathprod) gaben. 2009 verließ Vespestad die Band, die von nun an als Trio funktioniert.
Die Gruppe spielte u. a. mit Nils Petter Molvær, Motorpsycho, Stian Westerhus, John Paul Jones und Terje Rypdal (2007 auf Moldejazz) zusammen.
Bis 2014 erschienen alle Alben von Supersilent bei dem norwegischen Independent-Label Rune Grammofon. 13 erschien dann 2016 bei Smalltown Supersound.

## Stil
Die Musiker von Supersilent proben nicht zusammen und sprechen sich nach eigenen Aussagen nie ab; ihre Musik ist vollständig improvisiert, sie verständigen sich beim Spielen durch Blickkontakt. Sie verzichten weitgehend auf Overdubs und setzen auf minimale Postproduktion. Der Stil wandelte sich mit der Zeit, verbindet aber meistens Elemente der freien Improvisation, der elektronischen Musik und des Rock. Das erste Album wurde als „wilder, perkussiver Free Jazz mit Elementen von Elektronik à la Aphex Twin“ beschrieben.
Die Alben und Stücke der Gruppe werden durchnummeriert, sie haben keine Titel. Stücke, die auf keinem regulären Album erschienen, sondern nur einer Kompilation beigesteuert wurden, werden zusätzlich mit einem C versehen.

## Diskografie
- 1–3 (Rune Grammofon, 1998)
- 4 (Rune Grammofon, 1998)

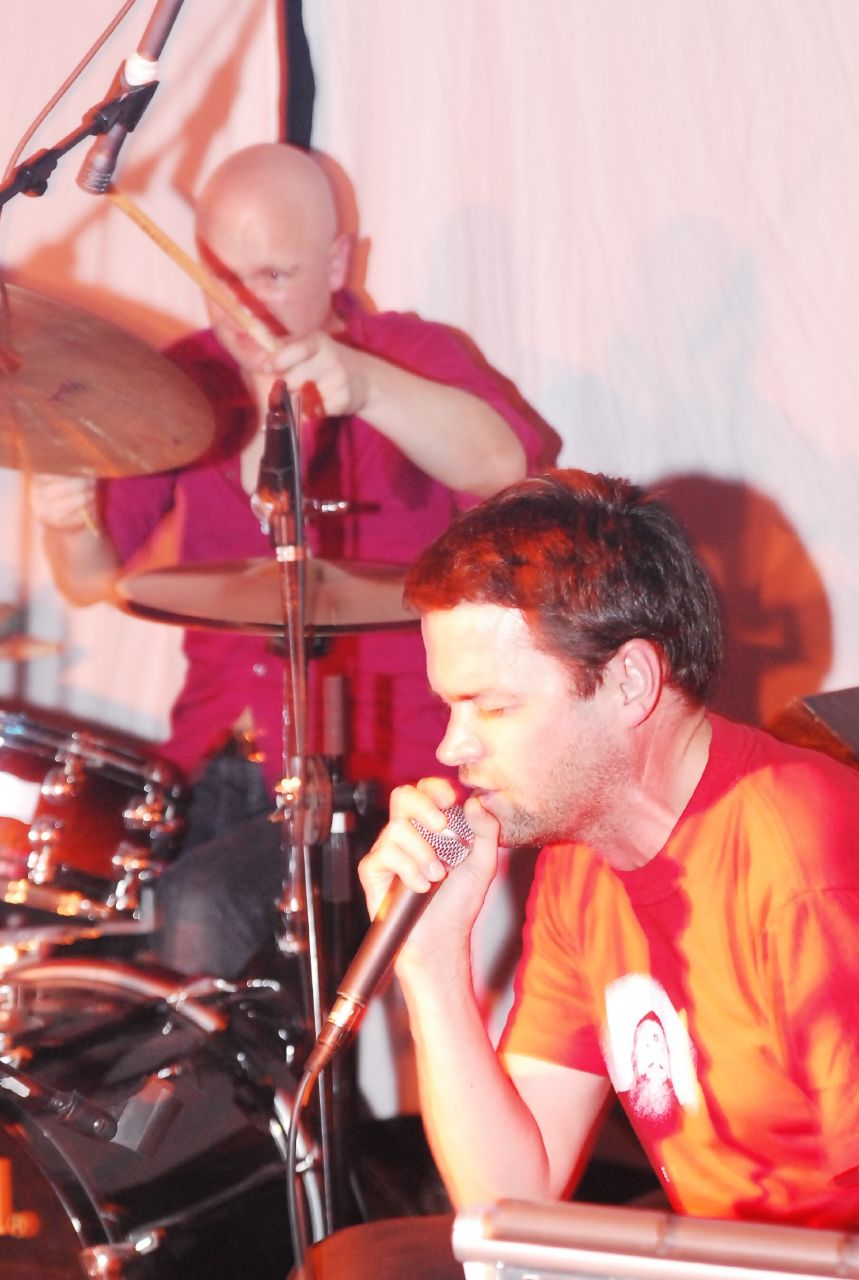
Jarle Vespestad und Arve Henriksen bei einem Konzert 2007.

- 5 (Live-Aufnahmen; Rune Grammofon, 2001)
- 6 (Rune Grammofon, 2003)
- 7 (DVD; Rune Grammofon, 2005)
- 8 (Rune Grammofon, 2007)
- 9 (Rune Grammofon, 2009)
- 10 (Rune Grammofon, 2010)
- 11 (Rune Grammofon, 2010)
- 12 (Rune Grammofon, 2014)
- 13 (Smalltown Supersound, 2016)
- 14 (Smalltown Supersound, 2018)